# Fritz Nies
Friedrich „Fritz“ Nies (* 13. Februar 1934 in Ludwigshafen am Rhein; † 9. Oktober 2023) war Professor für Romanistische Literaturwissenschaft an der Heinrich-Heine-Universität Düsseldorf und ein international anerkannter Romanist.
Nies machte sich insbesondere um den internationalen Kultur- und Wissenschaftsaustausch und die Zusammenarbeit zwischen Universitäten und Kulturinstituten verdient. Dabei galt sein besonderes Interesse der Förderung des Auslands- und Ausländerstudiums und der Förderung der deutsch-französischen Beziehungen.

## Berufliche Laufbahn
Fritz Nies studierte an den Universitäten Heidelberg, Dijon und Paris Romanistik und Germanistik. 1961 promovierte er in Heidelberg, wo er sich 1969 auch habilitierte.
Von 1960 bis 1970 war er zunächst als Deutschlektor in Rennes tätig und dann als Akademischer Rat am Romanischen Seminar in Heidelberg.
Zum Wintersemester 1970/71 wurde er als ordentlicher Professor für romanistische Literaturwissenschaft an die Universität Düsseldorf berufen, der er bis zu seiner Emeritierung 1999 treu blieb.
Von 1980 bis 1984 führte er in der Deutschen Forschungsgemeinschaft den Vorsitz im Ausschuss Sprach- und Literaturwissenschaften. 1983 wurde er zum Vorsitzenden des Deutschen Romanistenverbandes gewählt. In seiner vierjährigen Amtszeit gelang es ihm, den Verband in allen wissenschaftspolitischen Bereichen zu profilieren und die Kontakte zu den diplomatischen Vertretungen der romanischsprachigen Länder zu festigen.
Er erhielt Einladungen zu Gastprofessuren in Aix, Paris-Nanterre, University of California (Davis), Nantes, an der École normale supérieure Paris sowie am Collège de France. Die von der Universität Düsseldorf 1973 mit der Universität Nantes geschlossene Partnerschaft geht wesentlich auf seine Initiative zurück.
Nies war Mitglied zahlreicher Kommissionen seiner Universität und wirkte als Organisator von Tagungen sowie Ausstellungen zum Kultur- und Wissenstransfer zwischen Frankreich und Deutschland. Bis 2013 amtierte er als Vorsitzender des Wissenschaftlichen Beirates am Frankreichzentrum Freiburg.
Auch der 1988 eingerichtete, in seiner Art in Europa einmalige Diplom-Studiengang Literaturübersetzen an der Universität Düsseldorf ist unter anderem auf seinen Einsatz zurückzuführen. Gleiches gilt für die Stiftung des DVA-Übersetzerpreises und des Paul-Celan-Preises des Deutschen Literaturfonds.

## Ehrungen
- Offizier des Ordre des Palmes Académiques der Französischen Republik in Anerkennung seiner Leistungen um die deutsch-französischen Beziehungen, ernannt im Jahr 1985.
- Verdienstkreuz der Bundesrepublik Deutschland am Bande, verliehen am 25. Oktober 1989.
- Prix Alexander v. Humboldt pour la coopération scientifique entre la France et l'Allemagne, 1991
- Prix France-Allemagne für seinen herausragenden Beitrag zur Entwicklung des Austauschs zwischen Deutschland und Frankreich im Bereich der kulturellen und wissenschaftlichen Beziehungen, verliehen am 14. November 1990.
- Commandeur des Ordre des Palmes académiques, 2003 (Überreichung der Insignien 2009).
- Offizier des Ordre des Arts et Lettres der Französischen Republik, ernannt in 2009. Eine bedeutende Ehrung durch das französische Kultusministerium für Persönlichkeiten, die sich auf außergewöhnliche Weise durch ihr Wirken im künstlerischen bzw. literarischen Bereich oder ihren Beitrag zur Stärkung der Ausstrahlungskraft der Kultur in Frankreich sowie weltweit verdient gemacht haben.

## Werke
Fritz Nies veröffentlichte zahlreiche Fachbücher und Aufsätze in Fachzeitschriften vor allem zur deutsch-französischen Sprach- und Literaturwissenschaft. Des Weiteren beschäftigte er sich mit den Themenbereichen Komparatistik, Sozial- und Mentalitätsgeschichte, Literaturrezeption, internationale Literaturtransfers und literarische Semantik.

### Werke als Autor

#### Bücher
- Tallemant des Réaux: Die Histörchen. (Übersetzung, Auswahl, Kommentar und Vorwort von Fritz Nies). Amadis, Karlsruhe 1963, (Teilausgabe).
- Poesie in prosaischer Welt. Untersuchungen zum Prosagedicht bei Aloysius Bertrand und Baudelaire (= Studia Romanica. 7). Winter, Heidelberg 1964, (Zugleich: Heidelberg, Universität, Dissertation, 1960).
- Gattungspoetik und Publikumsstruktur. Zur Geschichte der Sévignébriefe (= Theorie und Geschichte der Literatur und der schönen Künste. 21, ISSN 0563-4415). Fink, München 1972, (Zugleich: Heidelberg, Universität, Habilitations-Schrift).
  - (aktualisierte französische Fassung:) Les Lettres de Madame de Sévigné. Conventions du genre et sociologie des publics (= Lumière classique. 35). Champion, Paris 2001, ISBN 2-7453-0420-8.
- Bahn und Bett und Blütenduft. Eine Reise durch die Welt der Leserbilder. Wissenschaftliche Buchgesellschaft, Darmstadt 1991, ISBN 3-534-02372-2.
  - (französisch:) Imagerie de la lecture. Exploration d’un patrimoine millénaire de l’Occident (= Perspectives littéraires.). Presses Universitaires de France, Paris 1995, ISBN 2-13-046463-7.
- Jedem seine Wahrheit. Karikatur und Zeitunglesen. Fink, München 2001, ISBN 3-7705-3623-1.
- Schnittpunkt Frankreich. Ein Jahrtausend Übersetzen. Narr, Tübingen 2009, ISBN 978-3-8233-6505-1.
- Kurze Geschichte(n) der französischen Literatur – für Deutsche (= Einführungen. Literaturwissenschaft. 1). Lit, Berlin u. a. 2013, ISBN 978-3-643-11504-1.
- Sozialgeschichte – interkulturell: Übersetzen ins Französische (= Transfer. 23). Narr Francke Attempto, Tübingen 2016, ISBN 978-3-8233-8090-0.

#### Aufsätze
Rund 300 Artikel und Rezensionen, u. a.
- Kleinigkeiten wie Grossbuchstaben. Optische Signale in Baudelaires Gedichten. In: Karl-Heinz Bender, Klaus Berger, Mario Wandruszka (Hrsg.): Imago linguae. Beiträge zu Sprache, Deutung und Übersetzen. Festschrift zum 60. Geburtstag von Fritz Paepcke. Fink, München 1977, ISBN 3-7705-1537-4, S. 425–441.
- Zeit-Zeichen. Gattungsbildung in der Revolutionsperiode und ihre Konsequenzen für Literatur- und Geschichtswissenschaft. In: Francia. Band 8, 1980, S. 257–275, doi:10.11588/fr.1980.0.49936.
- Filles perdues et femmes publiques. Für eine Sozialgeschichte der Literaturrezeption. In:  In Memoriam Erich Köhler (= Romanistische Zeitschrift für Literaturgeschichte. Band 8, Nummer 1/4, 1984, ISSN 0343-379X). Winter, Heidelberg 1984, S. 394–403.
- Victor Hugo. In: Jacques Leenhardt, Robert Picht (Hrsg.): Esprit – Geist. 100 Schlüsselbegriffe für Deutsche und Franzosen (= Serie Piper. 1093). Piper, München u. a. 1989, ISBN 3-492-11093-2, S. 72–76.
- „... bis Rinaldo dot is“. Bildgewordene Lektüre von Massenliteratur des 19. Jahrhunderts, oder warum wir ein Bildarchiv der Lesergeschichte brauchen. In: Romanistische Zeitschrift für Literaturgeschichte. Band 15, Nummer 3/4, 1991, S. 452–464.
- Suchtmittel oder Befreiungsakt? Wertungen von Lektüre in der bildenden Kunst des 18. Jahrhunderts. In: Paul Goetsch (Hrsg.): Lesen und Schreiben im 17. und 18. Jahrhundert. Studien zu ihrer Bewertung in Deutschland, England, Frankreich (= ScriptOralia. 65). Narr, Tübingen 1994, ISBN 3-8233-4555-9, S. 151–168.
- Erotischer Schnee. Übersetzte Bücher und ihre Titel. In: Volker Roloff (Hrsg.): Übersetzungen und ihre Geschichte. Beiträge der romanistischen Forschung (= Transfer. 7). Narr, Tübingen 1994, ISBN 3-8233-4086-7, S. 41–54.
- Im Magnetfeld von Abwehr und Faszination: Wechselwirkungen zwischen Literaturaustausch und National-Stereotypen. In: Étienne François, Marie Claire Hoock-Demarle, Reinhart Meyer-Kalkus, Michael Werner, Philipp Despoix (Hrsg.): Marianne – Germania. Deutsch-französischer Kulturtransfer im europäischen Kontext 1789–1914. = Les transferts culturels France-Allemagne et leur contexte européen 1789–1914 (= Deutsch-französische Kulturbibliothek. 10). Band 1. Leipziger Universitäts-Verlag, Leipzig 1998, ISBN 3-931922-91-X, S. 345–359.
- Le „premier poète moderne“ ravalé au rang de „farce bigarrée“? Prolégomènes à un Racine allemand. In: Œuvres & critiques. Band 24, Nummer 1, 1999, ISSN 0338-1900, S. 264–280.
- Schiller, Werle et les autres. Racine en langue allemande. In: Revue de littérature comparée. Année 73, Nummer 2, 1999, ISSN 0035-1466, S. 185–193.
- Schlußbilanz. In: Fritz Nies, Erika Mursa, Catherine Colliot-Thélène: Spiel ohne Grenzen? Zum deutsch-französischen Transfer in den Geistes- und Sozialwissenschaften (= Transfer. 16). Narr, Tübingen 2002, ISBN 3-8233-4095-6, S. 259–269.

### Werke als Herausgeber

#### Bücher
- mit Jürgen Rehbein: Genres mineurs. Texte zur Theorie und Geschichte nichtkanonischer Literatur (vom 16. Jahrhundert bis zur Gegenwart) (= Kritische Information. 78). Fink, München 1978, ISBN 3-7705-1647-8 (kommentiert von Fritz Nies).
- mit Lothar Jordan, Bernd Kortländer: Interferenzen. Deutschland und Frankreich. Literatur, Wissenschaft, Sprache (= Veröffentlichungen des Heinrich-Heine-Instituts, Düsseldorf.). Droste, Düsseldorf 1983, ISBN 3-7700-0631-3.
- Deutsche Romanistik. Kritische Bilanz und Perspektive. Romanistentag ’85 in Siegen 30.9.–3.10.1985 (= Mitteilungen des Deutschen Romanistenverbandes. 2, 1985, ZDB-ID 716681-3). Universität – Gesamthochschule, Siegen 1985.
- mit Karlheinz Stierle: Französische Klassik. Theorie, Literatur, Malerei (= Romanistisches Kolloquium. 3). Fink, München 1985, ISBN 3-7705-2276-1.
- mit Bernd Kortländer: Französische Literatur in deutscher Sprache. Eine kritische Bilanz (= Veröffentlichungen des Heinrich-Heine-Instituts, Düsseldorf.). Droste, Düsseldorf 1986, ISBN 3-7700-0701-8.
- mit Reinhold Grimm: Ein “unmögliches” Fach: Bilanz und Perspektiven der Romanistik. Narr, Tübingen 1988, ISBN 3-87808-698-9.
- mit Bernd Kortländer: Literaturimport und Literaturkritik: das Beispiel Frankreich (= Transfer. 9). Narr, Tübingen 1996, ISBN 3-8233-4088-3.
- mit Mona Wodsak: Ikonographisches Repertorium zur europäischen Lesegeschichte. Saur, München 2000, ISBN 3-598-11433-8 (Inhaltsverzeichnis online).
- mit Erika Mursa, Catherine Colliot-Thélène: Spiel ohne Grenzen? Zum deutsch-französischen Transfer in den Geistes- und Sozialwissenschaften (= Transfer. 16). Narr, Tübingen 2002, ISBN 3-8233-4095-6.
  - (französisch:) Les enjeux scientifiques de la traduction. Échanges franco-allemands en sciences humaines et sociales. Traduit de l’allemand par Eliane Kaufholz-Messmer. Éditions de la Maison des Sciences de l’Homme, Paris 2004, ISBN 2-7351-1026-5.
- mit Erika Mursa: Europa denkt mehrsprachig. Exemplarisch: deutsche und französische Kulturwissenschaften. = L’Europe pense en plusieurs langues (= Transfer. 18). Narr, Tübingen 2005, ISBN 3-8233-6109-0 (zum Kongress “Europa denkt mehrsprachig” / “L’Europe pense en plusieurs langues”).

### Festschrift zu Ehren Nies’
- Henning Krauß, Louis van Delft, Gert Kaiser, Edward Reichel (Hrsg.): Offene Gefüge. Literatursystem und Lebenswirklichkeit. Festschrift für Fritz Nies zum 60. Geburtstag. Narr, Tübingen 1994, ISBN 3-8233-4128-6.